# Aldantsi
Aldantsi (en macédonien Алданци) est un village du centre de la Macédoine du Nord, situé dans la municipalité de Krouchevo. Le village comptait 417 habitants en 2002.

## Démographie
Lors du recensement de 2002, le village comptait :
- Albanais : 397
- Macédoniens : 14
- Turcs : 5
- Autres : 1